# Ленотица
Ленотица — река в России, протекает в Великолукском и Усвятском районах Псковской области.

## География и гидрология
Река вытекает из озера Чёрное в Великолукском районе. Течёт на юг. Устье реки находится в километре к востоку от деревни Стеревнево(административного центра Калошинской волости) в 15 км по правому берегу реки Комля. Длина реки составляет 12 км.
Река протекает через деревню Когтево Калошинской волости.

## Данные водного реестра
По данным государственного водного реестра России относится к Балтийскому бассейновому округу, водохозяйственный участок реки — Ловать и Пола, речной подбассейн реки — Волхов. Относится к речному бассейну реки Нева (включая бассейны рек Онежского и Ладожского озера).
Код объекта в государственном водном реестре — 01040200312102000022653.